# Aguacate
Aguacate ist ein Ort im Toledo District von Belize.

## Geografie
Der Ort liegt in den südlichen Ausläufern der Maya Mountains, westlich von Blue Creek im Zentrum der Aguacate Indian Reservation.
Westlich liegt der Ort Jalacte.
Der nächstgelegene Ort im Nordosten ist Blue Creek, zu welchem auch die einzige Straße führt. Von dort gelangt man weiter über Mafredi an die San Antonio Road.
Die Straße im Ort ist in den 1970er Jahren angelegt worden. Auch der Aguacate Creek dient als Verkehrsweg.

## Geschichte
Die ersten Siedler in Aguacate kamen aus Guatemala und von Pueblo Viejo. Der Ortsname bedeutet Spanisch „Avocado“. Der Ort wählt einen Alcalde.

## Religion
Im Ort gibt es eine katholische Kirche.

## Schule
Der Ort unterhält eine eigene Grundschule.

## Klima
Nach dem Köppen-Geiger-System zeichnet sich Aguacate durch ein tropisches Klima mit der Kurzbezeichnung Af aus.